# Live in Gdańsk
A Live in Gdańsk egy koncertalbum David Gilmourtól, amit az On an Island című lemez turné utolsó állomásán felvett dalokat tartalmazza. A felvételek 2006-ban, a gdański kikötőnél készültek az 1980-as lengyel forradalom ünneplése napján, mintegy 50 000 fős hallgatóság előtt. Egy héttel a koncertfelvétel kiadása előtt, 2008. szeptember 15-én hunyt el a Pink Floyd egykori billentyűse, Richard Wright.
Csak és kizárólag ezen a koncerten játszották a A Great Day for Freedom számot az 1994-es The Division Bell című Pink Floyd albumról. Utoljára 2002-ben, a David Gilmour in Concerten hallhatta a dalt a közönség. Csak ezen a koncerten játszott egy negyvenfős zenekar, a Lengyel Balti Filharmonikusok, Zbigniew Preisner karvezényletével és Leszek Możdżer a zongoránál, aki két számnál is segítette David-et az On an Island lemezén.

## Megjelenések
- 2008. szeptember 22. – Európa, Brazília, Izrael, Új-Zéland[1][2]
- 2008. szeptember 23. – Észak-Amerika, Argentína[1]
- 2008. szeptember 27. – Ausztrália[3]
- 2008. október 8. – Japán[3]

## Változatok
Összesen négy féle változatban adták ki a koncertfelvételt:
- 2 lemez: tartalma a koncertfelvétel két CD-n.
- 3 lemez: tartalma ugyanaz, mint a 2 lemezes verzióé, plusz egy DVD, amin 114 percnyi felvétel található a koncertről és egy 36 perces dokumentumfilm.
- 4 lemez: tartalma ugyanaz, mint a 3 lemezes verzióé, plusz egy 5.1-es hangzású On an Island album, 11 extra TV-ben leadott videófelvétellel.[4]
- 5 lemez: tartalma ugyan az, mint a 4 lemezes verzióé, azonban egy extra CD, rajta 12 bónusz koncertfelvétellel a 2006-os turnéról.[5]

A 3 és a 4 lemezes változatban lévő DVD-n található egy 5. CD, egy Wot's...Uh the Deal? című szám és egy kód, amellyel havonta lehet letölteni új számokat a 2006-os turnéról egy megadott internetes oldalról. Az Amerikai Egyesült Államokban egy bónusz CD-n megtalálható az előbb említett szám, viszont ezt a lemezt Európában nem adták ki. A havonta letölthető számok listája:
- Október: Shine On You Crazy Diamond (Velence)
- November: Dominoes (Párizs)
- December: The Blue (Bécs)
- Január: Take A Breath (München)
- Február: Wish You Were Here (Glasgow)
- Március: Coming Back To Life (Firenze)
- Április: Find The Cost Of Freedom (Manchester)
- Május: This Heaven (Bécs)
- Június: Wearing The Inside Out (Milánó)

## Számok

### 2 lemezes változat
Ez a változat a legelterjedtebb, viszont nem tartalmazza az Wot's... Uh the Deal? számot.
1. lemez
1. Speak to Me – 1:23
2. Breathe – 2:49
3. Time – 5:38
4. Breathe (Reprise) – 1:32
A fenti számok az 1973-as The Dark Side of the Moon című Pink Floyd-albumról származnak.
5. Castellorizon – 3:47
6. On an Island – 7:26
7. The Blue – 6:39
8. Red Sky At Night – 3:03
9. This Heaven – 4:33
10. Then I Close My Eyes – 7:42
11. Smile – 4:26
12. Take A Breath – 6:47
13. A Pocketful Of Stones – 5:41
14. Where We Start – 8:01
A fenti számok a 2006-os On an Island című David Gilmour albumról származnak.

2. lemez
1. Shine On You Crazy Diamond – 12:07
(Wish You Were Here album, Pink Floyd, 1975)
2. Astronomy Domine – 5:02
(The Piper at the Gates of Dawn album, Pink Floyd, 1967)
3. Fat Old Sun – 6:40
(Atom Heart Mother album, Pink Floyd, 1970)
4. High Hopes – 9:57
(The Division Bell album, Pink Floyd, 1994)
5. Echoes – 25:26
(Meddle album, Pink Floyd, 1971)
6. Wish You Were Here – 5:15
(Wish You Were Here album, Pink Floyd, 1975)
7. A Great Day for Freedom – 5:56
(The Division Bell album, Pink Floyd, 1994)
8. Comfortably Numb – 9:22
(The Wall album, Pink Floyd, 1979)

### 3 lemezes változat
Ez a változat tartalmazza a fenti két CD-t és a következő DVD-t:
3. lemez (DVD)
- A DVD a következő 114 perces koncertfelvételt tartalmazza a következő számokkal:

1. Castellorizon – 3:47
2. On an Island – 7:26
3. The Blue – 6:39
4. Red Sky At Night – 3:03
5. This Heaven – 4:33
6. Then I Close My Eyes – 7:42
7. Smile – 4:26
8. Take A Breath – 6:47
9. A Pocketful Of Stones – 5:41
10. Where We Start – 8:01
11. Astronomy Domine – 5:02
12. High Hopes – 9:57
13. Echoes – 25:26
14. A Great Day for Freedom – 5:56
15. Comfortably Numb – 9:22

- Gdańsk Diary – 36 perces dokumentumfilm (producer: Dione Orrom, rendező, operatőr, vágó: Gavin Elder)
- Jelszó az interneten elérhető extra 12 számhoz és az Wot's... Uh the Deal?-hez.

### 4 lemezes változat
Ez a változat tartalmazza az előbbieket és a következő DVD-t:
4. lemez (DVD)
- 5.1-es hangzású On an Island album (csak hangfelvétel)
- 2007 januárjában rögzített három, eddig sehol máshol nem hallott szám David pajtájából:
  - Barn Jam 166
  - Barn Jam 192
  - Barn Jam 121 (Az összes Barn Jams számot Gilmour írta.)
- Mermaid Színház, 2006
  - Shine On You Crazy Diamond
  - Wearing The Inside Out
  - Comfortably Numb
- AOL Sessions, 2006
  - On an Island
  - High Hopes
- Live from Abbey Road
  - The Blue
  - Take A Breath
  - Echoes (akusztikus)

### Deluxe Kiadás
A Deluxe Kiadás a dupla CD-t, a két fenti DVD-t és egy harmadik CD-t tartalmaz, rajta 12 koncertfelvétellel, amiket az internetről lehet letölteni a 3. és a 4. lemezhez adott jelszó segítségével. A számok a 2006-os On an Island turnéról vannak.
5. lemez
1. Shine On You Crazy Diamond – 13:09
Velence, 2006. augusztus 12. & Bécs, 2006. július 31.
2. Dominoes – 4:53
(Barrett album, Syd Barrett, 1970)
Párizs, 2006. március 15.
3. The Blue – 6:21
Bécs, 2006. július 31.
4. Take A Breath – 6:43
München, 2006. július 29.
5. Wish You Were Here – 5:17
Glasgow, 2006. május 27.
6. Coming Back To Life – 7:10
(The Division Bell, Pink Floyd, 1994)
Firenze, 2006. augusztus 2.
7. Find The Cost Of Freedom – 1:27
(4 Way Street album, Crosby, Stills, Nash & Young, 1971)
Manchester, 2006. május 26.
8. This Heaven – 4:27
Bécs, 2006. július 31.
9. Wearing The Inside Out – 7:32
(The Division Bell album, Pink Floyd, 1994)
Milánó, 2006. március 25.
10. A Pocketful Of Stones – 6:27
Bécs, 2006. július 31.
11. Where We Start – 7:37
Bécs, 2006. július 31.
12. On The Turning Away – 6:06
 (A Momentary Lapse of Reason album, Pink Floyd, 1987)
Velence, 2006. augusztus 12.

A csomag tartalma még néhány apróság is:
- Húsz oldalas füzet
- Képeslap
- Jegy
- Backstage belépőkártya és előadói kártya
- Dupla-oldalas plakát
- Gitár pengető
- Hét fénykép

### Bakelit Kiadás
1. bakelit
1. Speak to Me
2. Breathe
3. Time
4. Breathe (Reprise)
5. Castellorizon
6. On an Island
7. The Blue
8. Red Sky At Night
9. This Heaven

2. bakelit
1. Then I Close My Eyes
2. Smile
3. Take A Breath
4. A Pocketful Of Stones
5. Where We Start

3. bakelit
1. Shine On You Crazy Diamond
2. Wot's... Uh The Deal?
3. Astronomy Domine
4. Fat Old Sun
5. High Hopes

4. bakelit
1. Echoes
2. Wish You Were Here
3. A Great Day For Freedom
4. Comfortably Numb

5. bakelit
1. On The Turning Away (Velence, 2006. augusztus 12.)
2. The Blue (Live from Abbey Road, 2006 augusztus)
3. Echoes (akusztikus) (Live from Abbey Road, 2006 augusztus)
4. Barn Jam 166
5. Barn Jam 121

- Húsz oldalas füzet
- Jelszó az interneten elérhető, csak a Deluxe Kiadásban megjelent számokhoz, amit csak egy számítógépre lehet letölteni.[1]

### iTunes Kiadás
1. Speak to Me
2. Breathe
3. Time
4. Breathe (Reprise)
5. Castellorizon
6. On an Island
7. The Blue
8. Red Sky At Night
9. This Heaven
10. Then I Close My Eyes
11. Smile
12. Take A Breath
13. A Pocketful Of Stones
14. Where We Start
15. Shine On You Crazy Diamond
16. Astronomy Domine
17. Fat Old Sun
18. High Hopes
19. Echoes
20. Wish You Were Here
21. A Great Day For Freedom
22. Comfortably Numb
23. Wot's... Uh The Deal?

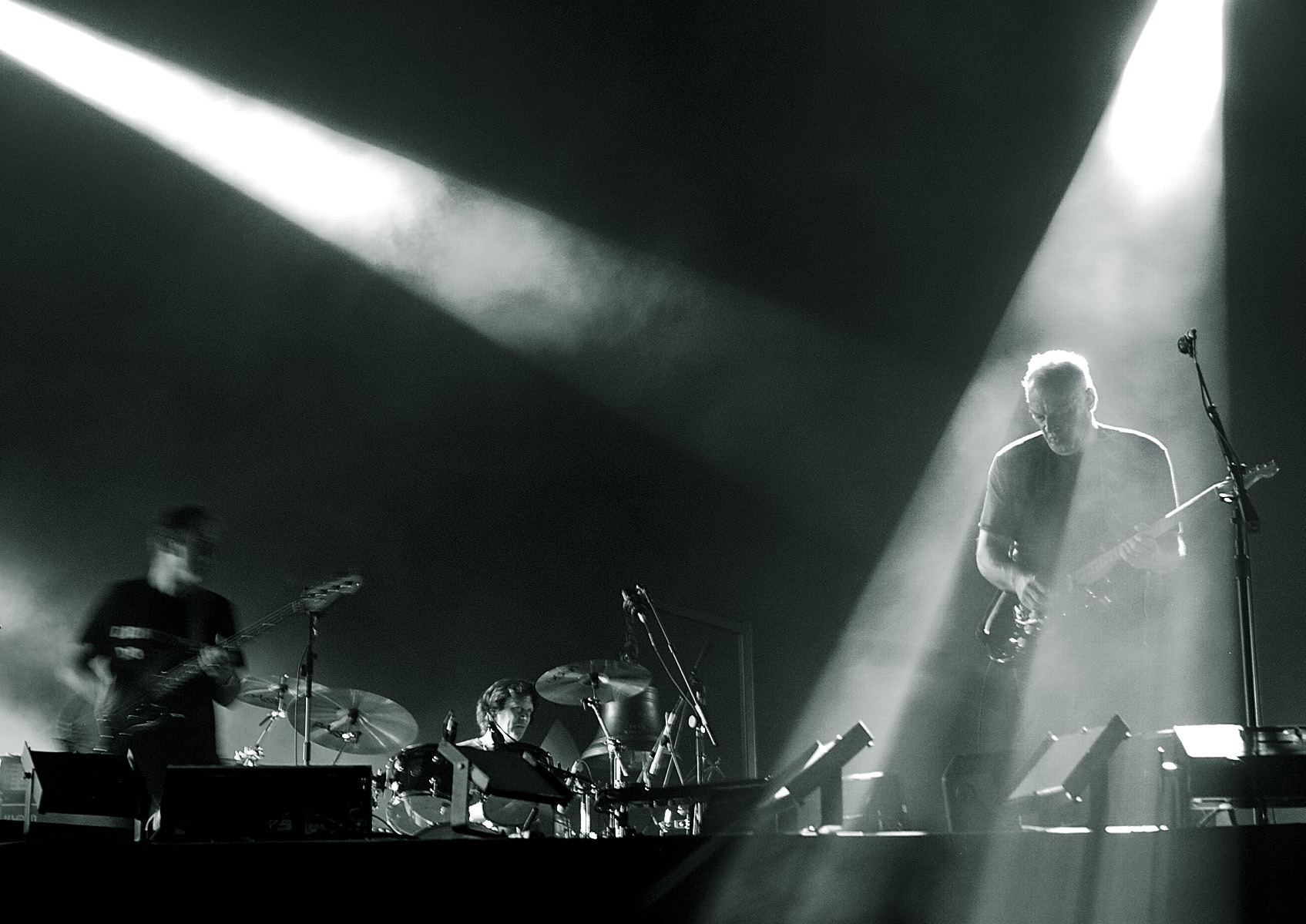
David a 2006-os On an Island turnén München-ben, Königsplatz-ban.

- Wearing The Inside Out videó (Mermaid Színház)
- Take A Breath videó (Live from Abbey Road)
- Speak To Me/Breathe/Time/Breathe (Reprise) videó, Gdańsk (csak Amerikai Egyesült Államok és Kanada)
- Shine On You Crazy Diamond videó-részlet, Gdańsk (csak Amerikai Egyesült Államok és Kanada)
- Digitális füzet

## Meglepetések
A következő easter egg-ek, más néven extrák találhatóak a DVD-ken:
1. A Gdańsk Diary film legvégén, a stáblista után egy ember tűnik fel, s rákattintva az "Enter" szövegre még többet láthatunk a dokumentumfilmből.
2. A 3. lemezen a "Track Selection" fejezeten belül, ha az Echoes számon tartjuk a kurzort, egy kis idő múlva elkezd villogni. Nyomjuk meg a billentyűzeten vagy a távirányítón az "Enter" gombot, mire előjön egy rejtett videó, amin David és Rick meséli el az együttes többi tagjának, hogy hogyan készült el még régen az Echoes című híres Pink Floyd szám.
3. A 4. lemezen a fő menün belül a "Performances"-re, majd a "Next"-re kattintva jelöljük ki a Barn Jam 166-ot, majd nyomjuk meg a billentyűzeten vagy a távirányítón a balra-nyilat, mire egy újabb menü fog előjönni, feltéve a kérdést, hogy szeretnénk-e feliratot vagy sem. A válasz után egy újabb videó következik, ezúttal a Barn Jam-ekről mesél David és Rick.

## Népszerűsítés
Angliai televíziók
- A BBC Two-n Jools Holland TV-műsorában, a Later! Live.... with Jools Holland-ban vendégeskedett Gilmour 2008. szeptember 23-án. Eredetileg az új koncertalbumát népszerűsítette volna az Astronomy Domine", a The Blue és Fat Old Sun számokkal, ám mivel szeptember 15-én elhunyt Richard Wright, ezért megváltoztatta a számokat és csak két dalt játszott el, mégpedig a The Blue-t és a Richard dalát, a Remember A Day-t a A Saucerful of Secrets albumról.
- 2008. szeptember 26-án, pénteken a BBC Four-ban egy David Gilmour Night című estét tartottak, leadva a Live in Gdańsk DVD egy részét és a Gdańsk Diary dokumentumfilmet.

Amerikai televízió
- Október végén a VH1 Classic leadott néhány részt a Gdańsk DVD-ből, a következő számokkal: Speak to Me/Breathe, Time, Shine On You Crazy Diamond és Wish You Were Here.

Amerikai mozi
- A koncertfelvétel megjelenésének hetében leadták néhány moziba a Gdańsk-i koncertet.

Amerikai rádió
- A Westwood One nevű amerikai rádióhálózat leadott néhány új interjút David-del és bejelentette még a megjelenés előtt a koncertlemezt.

## Turné közreműködők
Zenészek
- David Gilmour – gitár, ének, cümbüş, altszaxofon a Red Sky at Night-nál
- Richard Wright – Hammond orgona, Farfisa Orgona, szintetizátor, ének
- Jon Carin – billentyűsök, ének, lap steel gitár, program
- Guy Pratt – basszusgitár, ének, nagybőgő, gitár a Then I Close My Eyes-nál, üveg harmonika a Shine On You Crazy Diamond-nál
- Phil Manzanera – gitár, ének, üveg harmonika a Shine On You Crazy Diamond-nál
- Dick Parry – szaxofon, billentyűsök, üveg harmonika a Shine On You Crazy Diamond-nál
- Steve DiStanislao – dob, ütőhangszer, ének
- Zbigniew Preisner – karmester
- Leszek Możdżer – zongora
- Lengyel Balti Filharmonikusok
- Igor Sklyarov – üveg harmonika a Shine On You Crazy Diamond-nál, de csak Velencében

Mások
- Polly Samson – turné fotós
- Anna Wloch – turné fotós
- Steve Knee – Kiadvány szerkesztő
- Peter Robson "FEd" – davidgilmour.com
- Marc Brickman – Vizuális tervező
- David McIlwaine – Wire-man sculpture(?)

Barn Jam
- David Gilmour – gitár, lap steel gitár, dob
- Richard Wright – billentyűsök
- Guy Pratt – basszusgitár, gitár
- Steve DiStanislao – dob, nagybőgő

## Toplista
| Év   | Ország                    | Helyezés |
| ---- | ------------------------- | -------- |
| 2008 | Argentína                 | 4        |
| 2008 | Lengyelország             | 5        |
| 2008 | Belgium (Vallónia)        | 5        |
| 2008 | Olaszország               | 7        |
| 2008 | Portugália                | 9        |
| 2008 | Anglia                    | 10       |
| 2008 | Németország               | 12       |
| 2008 | Hollandia                 | 14       |
| 2008 | Svájc                     | 14       |
| 2008 | Franciaország             | 15       |
| 2008 | Kanada                    | 19       |
| 2008 | Új-Zéland                 | 20       |
| 2008 | Írország                  | 22       |
| 2008 | Belgium (Flandria)        | 22       |
| 2008 | Svédország                | 24       |
| 2008 | Amerikai Egyesült Államok | 26       |
| 2008 | Ausztria                  | 28       |
| 2008 | Csehország                | 29       |
| 2008 | Magyarország              | 29       |
| 2008 | Ausztrália                | 30       |
| 2008 | Norvégia                  | 34       |
| 2008 | Dánia                     | 38       |

## Külső hivatkozások
- David Gilmour hivatalos oldala (angolul)
- Live in Gdańsk hivatalos oldala (angolul)